# كوردوفا (ألاسكا)
كوردوفا (بالإنجليزية: Cordova, Alaska) هي مدينة تقع في ولاية ألاسكا في الولايات المتحدة. تبلغ مساحة هذه المدينة 195.9 (كم²)، وترتفع عن سطح البحر م، بلغ عدد سكانها حوالي 2500 نسمة في عام 2010 حسب إحصاء مكتب تعداد الولايات المتحدة.

## التركيبة السكانية
حدّد مكتب تعداد الولايات المتحدة بيانات التركيبة السكانية لكوردوفا في تعداد الولايات المتحدة. في ما يلي، التركيبة السكانية حسب تعدادي 2000 و 2010.

### تعداد عام 2000
بلغ عدد سكان كوردوفا 2,454 نسمة بحسب تعداد عام 2000، وبلغ عدد الأسر 958 أسرة وعدد العائلات 598 عائلة مقيمة في المدينة. في حين سجّلت الكثافة السكانية 12.6 نسمة لكل كيلومتر مربع (32.6/ميل2). وبلغ عدد الوحدات السكنية 1,099 وحدة بمتوسط كثافة قدره 5.6 لكل كيلومتر مربع (14.5/ميل2).
وتوزع التركيب العرقي للمدينة بنسبة 71.11% من البيض و0.41% من الأمريكيين الأفارقة و 10.35% من الأمريكيين الأصليين و 10.07% من الأمريكيين ذوي الأصول الآسيوية و 1.34% من الأعراق الأخرى و 6.72% من عرقين مختلطين أو أكثر و 3.06% من الهسبانيون أو اللاتينيون من أي عرق.
بلغ عدد الأسر 958 أسرة كانت نسبة 38% منها لديها أطفال تحت سن الثامنة عشر تعيش معهم، وبلغت نسبة الأزواج القاطنين مع بعضهم البعض 49.5% من أصل المجموع الكلي للأسر، ونسبة 8.1% من الأسر كان لديها معيلات من الإناث دون وجود شريك، بينما كانت نسبة 4.8% من الأسر لديها معيلون من الذكور دون وجود شريكة وكانت نسبة 37.6% من غير العائلات. تألفت نسبة 30.3% من أصل جميع الأسر من عدة أفراد يعيشون في نفس المنزل ونسبة 5.4% كانت تتألف من شخص يعيش بمفرده يبلغ من العمر 65 عاماً أو أكثر. وبلغ متوسط حجم الأسرة المعيشية 2.48، أما متوسط حجم العائلات فبلغ 3.17.
بلغ العمر الوسطي للسكان 36.9 عاماً. وكانت نسبة 27.9% من القاطنين تحت سن الثامنة عشر، وكانت نسبة 6.2% بين الثامنة عشر والرابعة والعشرين عاماً، ونسبة 31.7% كانت واقعةً في الفئة العمرية ما بين الخامسة والعشرين والرابعة والأربعين عاماً، ونسبة 24.8% كانت ما بين الخامسة والأربعين والرابعة والستين، ونسبة 6.4% كانت ضمن فئة الخامسة والستين عاماً فما فوق. يوجد لكل 100 أنثى 116.1 ذكر، ويوجد لكل 100 أنثى في الثامنة عشر من عمرها فما فوق 115.4 ذكر.
بلغ متوسط دخل الأسرة في المدينة 50,114 دولارًا، أما متوسط دخل العائلة فبلغ 65,625 دولارًا. وكان متوسط دخل الذكور 40,444 دولارًا مقابل 26,985 دولارًا للإناث. وسجل دخل الفرد الخاص بالمدينة 25,256 دولارًا. وكانت نسبة 4.3% من العائلات ونسبة 7.5% من السكان تحت خط الفقر، وكان من هؤلاء نسبة 8.6% تحت سن الثامنة عشر ونسبة 6.2% في الخامسة والستين من العمر وما فوق.

### تعداد عام 2010
بلغ عدد سكان كوردوفا 2,239 نسمة بحسب تعداد عام 2010، وبلغ عدد الأسر 922 أسرة وعدد العائلات 575 عائلة مقيمة في المدينة. في حين سجلت الكثافة السكانية 11.5 نسمة لكل كيلومتر مربع (29.8/ميل2). وبلغ عدد الوحدات السكنية 1,100 وحدة بمتوسط كثافة قدره 5.7 لكل كيلومتر مربع (14.8/ميل2).
وتوزع التركيب العرقي للمدينة بنسبة 70.25% من البيض و 0.45% من الأمريكيين الأفارقة و 8.84% من الأمريكيين الأصليين و 10.90% من الأمريكيين ذوي الأصول الآسيوية و 0.04% من سكان جزر المحيط الهادئ و 0.54% من الأعراق الأخرى و 8.98% من عرقين مختلطين أو أكثر و 4.20% من الهسبانيون أو اللاتينيون من أي عرق.
بلغ عدد الأسر 922 أسرة كانت نسبة 31.1% منها لديها أطفال تحت سن الثامنة عشر تعيش معهم، وبلغت نسبة الأزواج القاطنين مع بعضهم البعض 49.3% من أصل المجموع الكلي للأسر، ونسبة 7.3% من الأسر كان لديها معيلات من الإناث دون وجود شريك، بينما كانت نسبة 5.7% من الأسر لديها معيلون من الذكور دون وجود شريكة وكانت نسبة 37.6% من غير العائلات. تألفت نسبة 30.7% من أصل جميع الأسر من عدة أفراد يعيشون في نفس المنزل ونسبة 6.8% كانت تتألف من شخص يعيش بمفرده يبلغ من العمر 65 عاماً أو أكثر. وبلغ متوسط حجم الأسرة المعيشية 2.41، أما متوسط حجم العائلات فبلغ 3.04.
بلغ العمر الوسطي للسكان 42.2 عاماً. وكانت نسبة 23.3% من القاطنين تحت سن الثامنة عشر، وكانت نسبة 7.4% بين الثامنة عشر والرابعة والعشرين عاماً، ونسبة 22.9% كانت واقعةً في الفئة العمرية ما بين الخامسة والعشرين والرابعة والأربعين عاماً، ونسبة 36.7% كانت ما بين الخامسة والأربعين والرابعة والستين، ونسبة 9.7% كانت ضمن فئة الخامسة والستين عاماً فما فوق. وتوزع التركيب الجنسي للسكان بنسبة 53.6% ذكور و 46.4% إناث.

## أعلام
- جون هوفر
- كودي ماكنزي
- ماري سميث جونز

## وصلات خارجية
- CityofCordova.net
- Community Information نسخة محفوظة 24 فبراير 2014 على موقع واي باك مشين.